# Samuel Matete
Samuel Matete (ur. 27 lipca 1968 w Chingoli) – zambijski lekkoatleta, specjalizował się w biegu na 400 m przez płotki, czterokrotny olimpijczyk (1988, 1992, 1996, 2000), w tym medalista olimpijski z 1996 roku.
Odnosił wielkie sukcesy od początku lat 90. XX wieku. 7 sierpnia 1991 był bliski pobicia rekordu świata Amerykanina Edwina Mosesa (osiągnął wynik o jedynie 8 setnych sekundy gorszy od ówczesnego rekordu), jednak na olimpiadzie w Barcelonie (1992) nie zdobył medalu. Matete ma na swoim koncie trzy medale mistrzostw świata: złoty (MŚ Tokio 1991), i dwa srebrne (MŚ Stuttgart 1993 i MŚ Göteborg 1995). Ukoronowaniem jego kariery był srebrny medal olimpijski z Atlanty (1996).
W swojej karierze triumfował w wielu innych ważnych międzynarodowych zawodach, m.in.:
- 4 zwycięstwa w Pucharze świata (Hawana 1992, Londyn 1994 oraz Johannesburg 1998, w 1992 triumfował także jako członek afrykańskiej sztafety 4 × 400 metrów)
- złoty medal Igrzysk Wspólnoty Narodów (Victoria 1994)
- 2 zwycięstwa w Finale Grand Prix IAAF (Paryż 1994 i Fukuoka 1997)
- złoto Mistrzostw Afryki w lekkoatletyce (Dakar 1998)

Jego rekord życiowy to czwarty najlepszy wynik w historii tej konkurencji, a zarazem aktualny rekord Afryki.

## Rekordy życiowe
- Bieg na 400 m przez płotki – 47,10 (7 sierpnia 1991, Zurych) rekord Afryki, 9. wynik w historii światowej lekkoatletyki
- Bieg na 200 m – 21,04 (1989)
- Bieg na 400 m – 44,88 (1991) rekord Zambii
- bieg na 400 m (hala) – 46,93 (1998) rekord Zambii